# Filtre de variable d'estat

L'entrada del senyal està marcada V_{in}; les sortides LP, HP i BP donen els senyals filtrats de pas baix, pas alt i pas de banda respectivament.

Un filtre de variable d'estat és un tipus de filtre actiu en circuits electrònics. Consisteix en un o més integradors connectats en alguna configuració de retroalimentació. S'utilitza bàsicament quan cal un factor Q precís, ja que altres filtres multi-ordre no poden proporcionar. La implementació més comuna suma el senyal d'entrada amb la seva integral i la seva integral doble, una altra és una implementació basada en MDAC.

## Exemple de filtre biquad Kerwin–Huelsman–Newcomb (KHN)
L'exemple que es mostra a continuació pot produir sortides simultànies de pas baix, pas alt i pas de banda des d'una sola entrada. Aquest és un filtre de segon ordre (biquad). La seva derivació prové de reordenar la funció de transferència d'un filtre de pas alt, que és la relació de dues funcions quadràtiques. La reordenació revela que un senyal és la suma de còpies integrades d'un altre. És a dir, la reordenació revela una estructura de filtre d'estat variable. Mitjançant l'ús de diferents estats com a sortides, es poden produir diferents tipus de filtres. En exemples més generals de filtre de variables d'estat, ordres de filtre addicionals són possibles amb més integradors (és a dir, més estats).
Per simplificar, establim:
{\displaystyle R_{f1}=R_{f2}}
{\displaystyle C_{1}=C_{2}}
{\displaystyle R_{1}=R_{2}}
llavors:
{\displaystyle F_{0}={\frac {1}{2\pi R_{f1}C_{1}}}}
{\displaystyle Q=\left(1+{\frac {R_{4}}{R_{q}}}\right)\left({\frac {1}{2+{\frac {R_{1}}{R_{g}}}}}\right)}
El guany de banda de passada per a les sortides LP i HP ve donat per:
{\displaystyle A_{HP}=A_{LP}={\frac {R_{1}}{R_{g}}}}
Es pot veure que la freqüència d'operació i el factor Q es poden variar de manera independent. Això i la capacitat de canviar entre diferents respostes de filtre fan que el filtre variable d'estat sigui àmpliament utilitzat en sintetitzadors analògics.

## Aplicacions
Els filtres variables d'estat s'utilitzen freqüentment per modificar la resposta de freqüència en el processament del senyal d'àudio. Amb configuracions de Q baixes sovint s'utilitzen en circuits equalitzadors paramètrics, i amb configuracions de Q alt o variable per crear mòduls de filtre ressonant en sintetitzadors analògics. Per al control manual de la freqüència, Rf1 i Rf2 a la secció anterior es poden substituir per un potenciòmetre dual; i per al control de tensió, els dispositius U2 i U3 es poden substituir per amplificadors controlats per tensió o amplificadors operacionals de transconductància.